# Жданово (Подольський міський округ)
Жда́ново (рос. Жданово) — присілок у складі Подольського міського округу Московської області, Росія.

## Населення
Населення — 59 осіб (2010; 47 у 2002).
Національний склад (станом на 2002 рік):
- росіяни — 98 %